# Campionato del mondo rally 1979

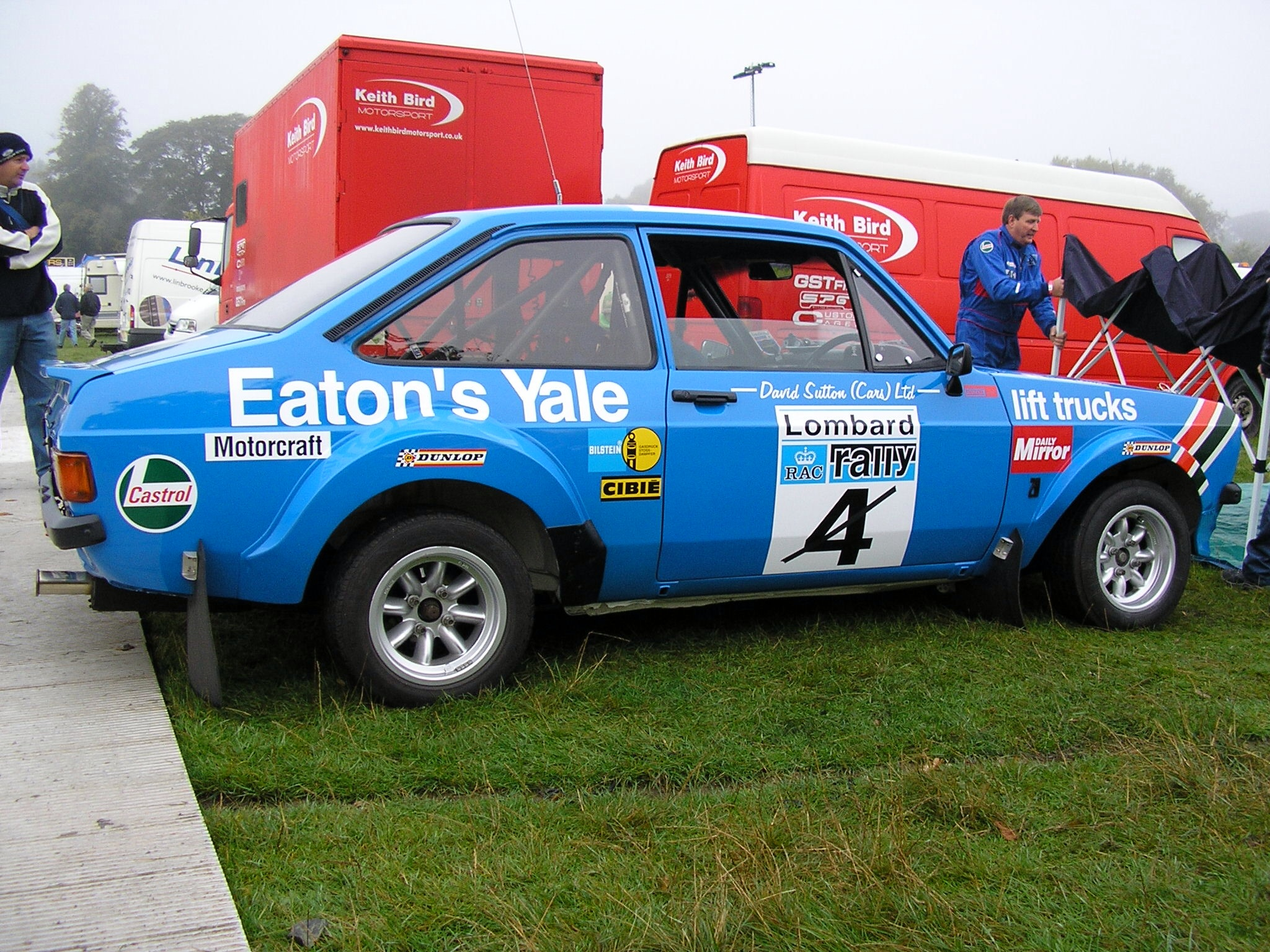
La Ford Escort RS1800 utilizzata al Rally di Gran Bretagna 1979 da Björn Waldegård, vincitore del titolo piloti

Il Campionato del mondo rally 1979 è stata la 7ª edizione del Campionato del mondo rally. La stagione si è svolta dal 20 gennaio al 14 dicembre, prevedendo 12 prove in altrettanti Paesi.

## Calendario[2]
| Tappa | Data            | Rally                                  | Superficie       |
| ----- | --------------- | -------------------------------------- | ---------------- |
| 1     | 20-26 Gennaio   | 47ème Rallye Automobile de Monte-Carlo | Neve/asfalto     |
| 2     | 16-18 Febbraio  | 29th International Swedish Rally       | Neve             |
| 3     | 6-11 Marzo      | 13º Vinho do Porto Rallye de Portugal  | Sterrato/asfalto |
| 4     | 12-16 Aprile    | 27th Safari Rally                      | Sterrato         |
| 5     | 28-31 Maggio    | 26th Acropolis Rally                   | Sterrato         |
| 6     | 14-18 Luglio    | 10th Motogard Rally of New Zealand     | Sterrato/asfalto |
| 7     | 24-28 Agosto    | 29th Rally of 1000 Lakes               | Sterrato         |
| 8     | 13-16 Settembre | 6ème Rallye Criterium Molson du Quebec | Sterrato/asfalto |
| 9     | 1º-7 Ottobre    | 21º Rallye di Sanremo                  | Sterrato/asfalto |
| 10    | 2-4 Novembre    | 23ème Tour de Corse                    | Asfalto          |
| 11    | 18-21 Novembre  | 35th Lombard RAC Rally                 | Sterrato         |
| 12    | 9-14 Dicembre   | 11ème Côte d'Ivoire Rallye Bandama     | Sterrato/asfalto |

## Risultati e classifiche

### Risultati e statistiche
| Gara | Nome rally                                                           | Podio | Podio                               | Podio                                         | Podio      | Statistiche | Statistiche            | Statistiche | Statistiche |
| Gara | Nome rally                                                           | Pos.  | Pilota                              | Squadra e vettura                             | Tempo      | Speciali    | Lunghezza              | Partiti     | Arrivati    |
| ---- | -------------------------------------------------------------------- | ----- | ----------------------------------- | --------------------------------------------- | ---------- | ----------- | ---------------------- | ----------- | ----------- |
| 1    | 47ème Rallye Automobile de Monte-Carlo (20–26 Gennaio) — Resoconto   | 1     | Bernard Darniche Alain Mahé         | Team Chardonnet (Lancia Stratos HF)           | 8:13:38.0  | (30) 29     | (619.00 km) 600.00 km  | 233         | 84          |
| 1    | 47ème Rallye Automobile de Monte-Carlo (20–26 Gennaio) — Resoconto   | 2     | Björn Waldegård Hans Thorszelius    | Ford Motor Co Ltd (Ford Escort RS1800)        | +6.0       | (30) 29     | (619.00 km) 600.00 km  | 233         | 84          |
| 1    | 47ème Rallye Automobile de Monte-Carlo (20–26 Gennaio) — Resoconto   | 3     | Markku Alén Ilkka Kivimäki          | Alitalia Fiat (Fiat 131 Abarth Rally)         | +4:09.0    | (30) 29     | (619.00 km) 600.00 km  | 233         | 84          |
| 2    | 29th International Swedish Rally (16-18 Febbraio) — Resoconto        | 1     | Stig Blomqvist Björn Cederberg      | Saab 99 Turbo                                 | 6:34:49.0  | 38          | 630.00 km              | 113         | 39          |
| 2    | 29th International Swedish Rally (16-18 Febbraio) — Resoconto        | 2     | Björn Waldegård Hans Thorszelius    | Ford Motor Co Ltd (Ford Escort RS1800)        | +1:20.0    | 38          | 630.00 km              | 113         | 39          |
| 2    | 29th International Swedish Rally (16-18 Febbraio) — Resoconto        | 3     | Pentti Airikkala Risto Virtanen     | Vauxhall Chevette 2300 HS                     | +4:42.0    | 38          | 630.00 km              | 113         | 39          |
| 3    | 13º Vinho do Porto Rallye de Portugal (6-11 Marzo) — Resoconto       | 1     | Hannu Mikkola Arne Hertz            | Ford Motor Co Ltd (Ford Escort RS1800)        | 9:13:52.0  | 45          | 737.50 km              | 88          | 16          |
| 3    | 13º Vinho do Porto Rallye de Portugal (6-11 Marzo) — Resoconto       | 2     | Björn Waldegård Hans Thorszelius    | Ford Motor Co Ltd (Ford Escort RS1800)        | +2:44.0    | 45          | 737.50 km              | 88          | 16          |
| 3    | 13º Vinho do Porto Rallye de Portugal (6-11 Marzo) — Resoconto       | 3     | Ove Andersson Henry Liddon          | Toyota Team Europe (Toyota Celica 2000GT)     | +21:08.0   | 45          | 737.50 km              | 88          | 16          |
| 4    | 27th Safari Rally (12-16 Aprile) — Resoconto                         | 1     | Shekhar Mehta Mike Doughty          | DT Dobie Team Datsun (Datsun 160J)            | 6:27:00.0  | nd          | 5031.00 km             | 66          | 21          |
| 4    | 27th Safari Rally (12-16 Aprile) — Resoconto                         | 2     | Hannu Mikkola Arne Hertz            | DT Dobie Daimler-Benz (Mercedes-Benz 450 SLC) | +48:00.0   | nd          | 5031.00 km             | 66          | 21          |
| 4    | 27th Safari Rally (12-16 Aprile) — Resoconto                         | 3     | Markku Alén Ilkka Kivimäki          | Alitalia Fiat (Fiat 131 Abarth Rally)         | +53:00.0   | nd          | 5031.00 km             | 66          | 21          |
| 5    | 26th Acropolis Rally (28-31 Maggio) — Resoconto                      | 1     | Björn Waldegård Hans Thorszelius    | Rothmans Rally Team (Ford Escort RS1800)      | 13:35:06.0 | (58) 55     | (1006.50 km) 943.30 km | 153         | 20          |
| 5    | 26th Acropolis Rally (28-31 Maggio) — Resoconto                      | 2     | Timo Salonen Seppo Harjanne         | N.I. Theocharakis (Datsun 160J)               | +31:58.0   | (58) 55     | (1006.50 km) 943.30 km | 153         | 20          |
| 5    | 26th Acropolis Rally (28-31 Maggio) — Resoconto                      | 3     | Harry Källström Claes Billstam      | N.I. Theocharakis (Datsun 160J)               | +36:33.0   | (58) 55     | (1006.50 km) 943.30 km | 153         | 20          |
| 6    | 10th Motogard Rally of New Zealand (14-18 Luglio) — Resoconto        | 1     | Hannu Mikkola Arne Hertz            | Masport (Ford Escort RS1800)                  | 8:05:47.0  | (42) 40     | (658.00 km) 657.00 km  | 82          | 37          |
| 6    | 10th Motogard Rally of New Zealand (14-18 Luglio) — Resoconto        | 2     | Blair Robson Chris Porter           | Masport (Ford Escort RS1800)                  | +21:16.0   | (42) 40     | (658.00 km) 657.00 km  | 82          | 37          |
| 6    | 10th Motogard Rally of New Zealand (14-18 Luglio) — Resoconto        | 3     | Ari Vatanen David Richards          | Ford Motor Co Ltd (Ford Escort RS1800)        | +23:54.0   | (42) 40     | (658.00 km) 657.00 km  | 82          | 37          |
| 7    | 29th Rally of 1000 Lakes (24-28 Agosto) — Resoconto                  | 1     | Markku Alén Ilkka Kivimäki          | Alitalia Fiat (Fiat 131 Abarth Rally)         | 4:01.11.0  | 47          | 423.50 km              | 128         | 74          |
| 7    | 29th Rally of 1000 Lakes (24-28 Agosto) — Resoconto                  | 2     | Ari Vatanen David Richards          | Rothmans Rally Team (Ford Escort RS1800)      | +1:31.0    | 47          | 423.50 km              | 128         | 74          |
| 7    | 29th Rally of 1000 Lakes (24-28 Agosto) — Resoconto                  | 3     | Björn Waldegård Hans Thorszelius    | Ford Motor Co Ltd (Ford Escort RS1800)        | +6:04.0    | 47          | 423.50 km              | 128         | 74          |
| 8    | 6ème Rallye Criterium Molson du Quebec (13-16 Settembre) — Resoconto | 1     | Björn Waldegård Hans Thorszelius    | Ford Motor Co Ltd (Ford Escort RS1800)        | 3:35:32.0  | (32) 25     | (503.70 km) 387.30 km  | 128         | 74          |
| 8    | 6ème Rallye Criterium Molson du Quebec (13-16 Settembre) — Resoconto | 2     | Timo Salonen Seppo Harjanne         | Team Datsun Europe (Datsun 160J)              | +1:31.0    | (32) 25     | (503.70 km) 387.30 km  | 128         | 74          |
| 8    | 6ème Rallye Criterium Molson du Quebec (13-16 Settembre) — Resoconto | 3     | Ari Vatanen David Richards          | Rothmans Rally Team (Ford Escort RS1800)      | +6:04.0    | (32) 25     | (503.70 km) 387.30 km  | 128         | 74          |
| 9    | 21º Rallye San Remo (1º-7 Ottobre) — Resoconto                       | 1     | Tony Fassina Mauro Mannini          | Jolly Club (Lancia Stratos HF)                | 12:37:17.0 | (74) 72     | (962.00 km) 953.00 km  | 67          | 26          |
| 9    | 21º Rallye San Remo (1º-7 Ottobre) — Resoconto                       | 2     | Walter Röhrl Christian Geistdörfer  | Alitalia Fiat (Fiat 131 Abarth Rally)         | +4:14.0    | (74) 72     | (962.00 km) 953.00 km  | 67          | 26          |
| 9    | 21º Rallye San Remo (1º-7 Ottobre) — Resoconto                       | 3     | Attilio Bettega Maurizio Perissinot | Fiat 131 Abarth Rally                         | +18:42.0   | (74) 72     | (962.00 km) 953.00 km  | 67          | 26          |
| 10   | 23ème Tour de Corse (1º-7 Ottobre) — Resoconto                       | 1     | Bernard Darniche Alain Mahé         | Team Chardonnet (Lancia Stratos HF)           | 14:36:46.0 | 22          | 1128.90 km             | 112         | 14          |
| 10   | 23ème Tour de Corse (1º-7 Ottobre) — Resoconto                       | 2     | Jean Ragnotti Jean-Marc Andrié      | Renault 5 Alpine                              | +36:06.0   | 22          | 1128.90 km             | 112         | 14          |
| 10   | 23ème Tour de Corse (1º-7 Ottobre) — Resoconto                       | 3     | Pierre-Louis Moreau Patrice Baron   | Porsche 911 SC                                | +46:20.0   | 22          | 1128.90 km             | 112         | 14          |
| 11   | 35th Lombard RAC Rally (18-21 Novembre) — Resoconto                  | 1     | Hannu Mikkola Arne Hertz            | Ford Motor Co Ltd (Ford Escort RS1800)        | 8:03:38.0  | 59          | 661.48 km              | 175         | 74          |
| 11   | 35th Lombard RAC Rally (18-21 Novembre) — Resoconto                  | 2     | Russell Brookes Paul White          | Andrews Heat For Hire (Ford Escort RS1800)    | +10:29.0   | 59          | 661.48 km              | 175         | 74          |
| 11   | 35th Lombard RAC Rally (18-21 Novembre) — Resoconto                  | 3     | Timo Salonen Stuart Pegg            | Porsche 911 SC                                | +12:44.0   | 59          | 661.48 km              | 175         | 74          |
| 12   | 11ème Côte d'Ivoire Rallye Bandama (9-14 Dicembre) — Resoconto       | 1     | Hannu Mikkola Arne Hertz            | Mercedes-Benz 450 SLC                         | 3:23:00.0  | -           | 5622.00 km             | 57          | 8           |
| 12   | 11ème Côte d'Ivoire Rallye Bandama (9-14 Dicembre) — Resoconto       | 2     | Björn Waldegård Hans Thorszelius    | Mercedes-Benz 450 SLC                         | +35:00.0   | -           | 5622.00 km             | 57          | 8           |
| 12   | 11ème Côte d'Ivoire Rallye Bandama (9-14 Dicembre) — Resoconto       | 3     | Andrew Cowan Klaus Kaiser           | Mercedes-Benz 450 SLC                         | +47:00.0   | -           | 5622.00 km             | 57          | 8           |

### Classifiche

#### Classifica Piloti[9]
Erano assegnati punti ai primi dieci classificati nel seguente ordine: 20 - 15 - 12 - 10 - 8 - 6 - 4 - 3 - 2 - 	1.

Venivano inoltre considerati soltanto i migliori sette risultati, dei quali due dovevano essere ottenuti in gare extra-europee.
| Pos | Pilota                | MON | SWE | PRT | KEN | GRE   | NZL | FIN   | CAN | ITA | FRA | GBR | CIV | Punti |
| --- | --------------------- | --- | --- | --- | --- | ----- | --- | ----- | --- | --- | --- | --- | --- | ----- |
| 1   | Björn Waldegård       | 2   | 2   | 2   | (6) | 1     |     | 3     | 1   |     |     | (9) | 2   | 112   |
| 2   | Hannu Mikkola         | 5   | 5   | 1   | 2   | (Rit) | 1   | (Rit) |     |     |     | 1   | 1   | 111   |
| 3   | Markku Alén           | 3   | 4   |     | 3   |       |     | 1     |     | 6   |     | 8   |     | 68    |
| 4   | Timo Salonen          |     |     |     |     | 2     | SQ  | 5     | 2   | Rit |     | 3   |     | 50    |
| 5   | Ari Vatanen           | 10  | Rit | Rit |     |       | 3   | 2     | 3   |     |     | 4   |     | 50    |
| 6   | Bernard Darniche      | 1   |     | Rit |     | Rit   |     |       |     |     | 1   |     |     | 40    |
| 7   | Jean Ragnotti         | 11  |     |     |     | 4     |     |       |     |     | 2   |     |     | 25    |
| 8   | Andrew Cowan          |     |     |     | 4   |       |     |       |     |     |     |     | 3   | 22    |
| 9   | Walter Röhrl          | Rit |     |     | 8   |       |     |       |     | 2   |     | 8   |     | 21    |
| 10  | Stig Blomqvist        |     | 1   |     |     |       |     |       |     |     |     | Rit |     | 20    |
| 10  | Shekhar Mehta         |     |     |     | 1   |       |     |       |     |     |     |     |     | 20    |
| 10  | Tony Fassina          |     |     |     |     |       |     |       |     | 1   |     |     |     | 20    |
| 13  | Ove Andersson         |     |     | 3   |     | Rit   |     |       |     |     |     |     | 5   | 20    |
| 14  | Andy Dawson           |     |     | 4   |     |       | Rit |       | 4   |     |     | 14  | Rit | 20    |
| 15  | Pentti Airikkala      |     | 3   |     |     |       | Rit | Rit   |     |     |     | 7   |     | 16    |
| 16  | Blair Robson          |     |     |     |     |       | 2   |       |     |     |     |     |     | 15    |
| 16  | Russell Brookes       |     |     |     |     |       |     |       |     |     |     | 2   |     | 15    |
| 18  | Harry Källström       |     | Rit |     | 9   | 3     |     |       |     |     |     |     |     | 14    |
| 19  | Attilio Bettega       | Rit |     |     |     |       |     |       |     | 3   |     |     |     | 12    |
| 19  | Pierre-Louis Moreau   |     |     |     |     |       |     |       |     |     | 3   |     |     | 12    |
| 21  | Michèle Mouton        | 7   |     |     |     |       |     |       |     |     | 5   |     |     | 12    |
| 22  | Jean-Claude Andruet   | 4   |     |     |     |       |     |       |     |     | Rit |     |     | 10    |
| 22  | Paul Adams            |     |     |     |     |       | 4   |       |     |     |     |     |     | 10    |
| 22  | Ulf Grönholm          |     |     |     |     |       |     | 4     |     |     |     |     |     | 10    |
| 22  | Tony Pond             |     |     |     |     |       |     |       |     | 4   |     | Rit |     | 10    |
| 22  | Alain Coppier         | Rit |     | Rit |     | Rit   |     |       |     |     | 4   |     |     | 10    |
| 22  | Vic Preston, Jr.      |     |     |     | Rit |       |     |       |     |     |     |     | 4   | 10    |
| 28  | Carlos Torres         |     |     | 5   |     |       |     |       |     |     |     |     | Rit | 8     |
| 28  | Rauno Aaltonen        |     |     |     | 5   |       |     |       |     |     |     |     |     | 8     |
| 28  | Anastasios Markouizos |     |     |     |     | 5     |     |       |     |     |     |     |     | 8     |
| 28  | Shane Murland         |     |     |     |     |       | 5   |       |     |     |     |     |     | 8     |
| 28  | Taisto Heinonen       |     |     |     |     |       |     |       | 5   |     |     |     |     | 8     |
| 28  | Dario Cerrato         |     |     |     |     |       |     |       |     | 5   |     |     |     | 8     |

| Colore  | Risultato             |
| ------- | --------------------- |
| Oro     | Vincitore             |
| Argento | 2º posto              |
| Bronzo  | 3º posto              |
| Verde   | Finito a punti        |
| Blu     | Finito senza punti    |
| Viola   | Ritirato (Rit)        |
| Viola   | Non classificato (NC) |
| Rosso   | Non qualificato (NQ)  |
| Nero    | Squalificato (SQ)     |
| Bianco  | Non partito (NP)      |
| Bianco  | Non ha gareggiato     |
| Bianco  | Infortunato (INF)     |
| Bianco  | Escluso (ES)          |
| Bianco  | Gara cancellata (C)   |

#### Classifica Costruttori[9]
Venivano considerati soltanto i migliori sette risultati, dei quali due dovevano essere ottenuti in gare extra-europee .
| Pos | Costruttore     | MON | SWE | PRT | KEN | GRE | NZL  | FIN | CAN | ITA | FRA | GBR | CIV | Punti |
| --- | --------------- | --- | --- | --- | --- | --- | ---- | --- | --- | --- | --- | --- | --- | ----- |
| 1   | Ford            | 2   | 2   | 1   |     | 1   | 1    | (2) | 1   | (7) |     | 1   |     | 122   |
| 2   | Datsun          |     | (9) | 4   | 1   | 2   | (10) | 5   | 2   |     |     | 3   | 7   | 108   |
| 3   | FIAT            | 3   | 4   |     | 3   |     |      | 1   |     | 2   | 5   | 8   |     | 92    |
| 4   | Lancia          | 1   |     |     |     |     |      |     |     | 1   | 1   | 5   |     | 65    |
| 5   | Toyota          |     |     | 3   |     |     |      | 7   | 5   |     | 8   |     | 5   | 58    |
| 6   | Opel            |     | 6   | 8   |     |     |      |     |     | 5   | 6   |     |     | 49    |
| 7   | Renault         | 8   |     |     |     | 4   |      |     |     |     | 2   |     |     | 41    |
| 8   | Mercedes-Benz   |     |     |     | 2   |     |      |     |     |     |     |     | 1   | 35    |
| 9   | Porsche         | 6   |     |     |     |     |      |     |     | 10  | 3   |     |     | 32    |
| 10  | Vauxhall        |     | 3   |     |     |     | 5    |     |     |     |     | 7   |     | 31    |
| 11  | Peugeot         |     |     |     |     |     |      |     | 8   |     | 10  |     | 6   | 22    |
| 12  | Saab            |     | 1   |     |     |     |      |     |     |     |     |     |     | 18    |
| 13  | Mitsubishi      |     |     |     |     |     |      |     | 6   |     |     |     |     | 13    |
| 14  | Talbot          |     |     |     |     |     |      |     |     | 4   |     |     |     | 12    |
| 15  | Audi            |     |     | 6   |     |     |      |     |     |     |     |     |     | 11    |
| 16  | Mazda           |     |     |     |     |     | 8    |     |     |     |     |     |     | 10    |
| 17  | British Leyland |     |     |     |     |     |      | 8   |     |     |     |     |     | 7     |
| 18  | Volvo           |     | 10  |     |     |     |      |     |     |     |     |     |     | 6     |
| 19  | Škoda           |     |     |     |     | 8   |      |     |     |     |     |     |     | 6     |
| 20  | Lada            |     |     |     |     | 9   |      |     |     |     |     |     |     | 4     |

| Colore  | Risultato             |
| ------- | --------------------- |
| Oro     | Vincitore             |
| Argento | 2º posto              |
| Bronzo  | 3º posto              |
| Verde   | Finito a punti        |
| Blu     | Finito senza punti    |
| Viola   | Ritirato (Rit)        |
| Viola   | Non classificato (NC) |
| Rosso   | Non qualificato (NQ)  |
| Nero    | Squalificato (SQ)     |
| Bianco  | Non partito (NP)      |
| Bianco  | Non ha gareggiato     |
| Bianco  | Infortunato (INF)     |
| Bianco  | Escluso (ES)          |
| Bianco  | Gara cancellata (C)   |

## Galleria d'immagini

Tony Fassina e Mauro Mannini, vincitori al Rally di Sanremo 1979
Markku Alén su Fiat 131 Abarth al Rally di Sanremo 1979
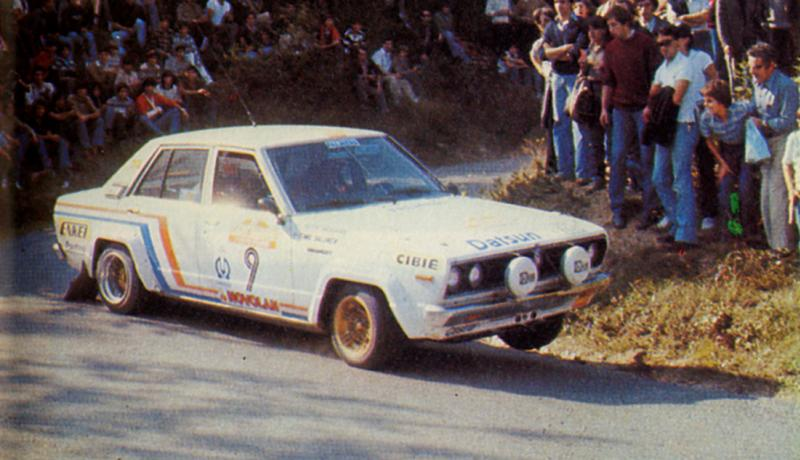
Timo Salonen su Datsun 160J al Rally di Sanremo 1979
Attilio Bettega su Fiat 131 Abarth al Rally di Sanremo 1979
Dario Cerrato su Opel Ascona Gr.2, al Rally di Sanremo 1979
Tony Pond su Talbot Sumbeam al Rally di Sanremo 1979